# Villers-Farlay
Villers-Farlay è un comune francese di 528 abitanti situato nel dipartimento del Giura nella regione della Borgogna-Franca Contea.

## Società

### Evoluzione demografica
Abitanti censiti